# مهدي سهوان
مهدي بن مُلَّا حسن سهوان من مواليد 17 يوليو 1970 هو رادود من مملكة البحرين ويعتبر من أهم الأعمدة العزائية البحرينية ومدرسة أدائية كما وصفه الشيخ حسين الأكرف. وأسلوبه في العزاء يتبع الطور البحريني الجديد الذي خرج عن الطور العراقي. كما عرف بأسلوبه الحماسي وتأثيره الروحاني حيث لقبه عبد الأمير البلادي بصاحب النبرة الحزينة في أحد إصدارته.. وقدرته على تحريك الجماهير وشموليته في الطرح حيث أن قصائده تشمل القضايا الأساسية الإسلامية العقائدية والسياسية والتوعوية. له مشاركات في السعودية والكويت وسوريا والإمارات وسلطنة عمان ولندن والكثير من الدول. له عدة مشاركات مع الرادود الحسيني علي حمادي الثنائي الدائم على مدى العام في كل سنة.

## ملخص
° توفي والده وهو في السادسة من عمره، وأوصته والدته منذ صغره بأن يكون خادمًا في موكب الحسين «ع»، فكان ذلك دافعًا له للاتجاه نحو هذا الأمر، وهو ما أشار إليه شعرًا بقوله: أوصتني أمي من صغري... بأن أكون خادمًا في موكب الحسين
° تعلق بخدمة مواكب أهل البيت (عليهم السلام) منذ نعومة أظافره وكبر وهو يحمل واقعة كربلاء في مخيلته، وتكبد عناء السجون والشجون من أجل أحياء مصيبة الأمام الحسين وأهل بيته (عليهم السلام).
° الاعتقالات التي تعرض لها كانت معظمها بسبب مواكب العزاء، فمشاركات كثيرة كان يشارك فيها وفي الصباح يستجوب من قبل أجهزة الأمن ودائماً يساومون على مواكب عزاء أهل البيت، فقد عرضوا عليه بعض المناصب للتوقف عن المشاركة في المواكب لكنه رفض.
° اتجه إلى إصدار أشرطة من خلال التسجيل في الأستوديو في الفترة الأخيرة، وسبق أن شارك في إصدارات مع مجموعة من الشباب.
° له عدة مشاركات على صعيد الأناشيد الإسلامية والادعية الروحانية وله الكثير من المشاركات في مواكب العزاء داخل وخارج البحرين.
من أسماء إصدارته: كان مع الله، أين الحسين، ذو الجناح، أوصتني أمي، آمنت بالحسين، أنا الحسين، منتهى الحب، والكثير الكثير...

## نشأته
- حسب ما صرح به في إحدى المقابلات أنه كان ميالاً لخدمة أهل البيت منذ صغره حيث تربى وسط عائلة مولعة بخدمة أهل البيت، فقد كان أباه خطيباً حسينياً وإخوانه حسين وجعفر قد سبقوه في هذا المجال، مما يجدر ذكره أن أمه - حسب ما نَقَلَته- كانت تصطحبه إلى مأتم النساء مما صب في جانب حبه وولعه بهذا بالعزاء وخدمة أهل البيت. وقد كان لمشروع تعليم الصلاة في السنابس أثره الواضح في حيث التحق بالمشروع منذ عمر السادسة.

## بداياته
- كانت انطلاقته في عام 1987م بقصيدة «سلام على الإمام» في وفاة الكاظم (عليه السلام) في مأتم بن خميس في السنابس.
- بعد ذلك اتجه إلى الإلقاء في مناطق متعددة في البحرين ومنها المنامة في مأتم بن سلوم الذي كان قد سبقه إليه أخوه حسين وحينها كان الموكب قصيراً حتى أخذ الموكب في الازدياد في الحضور وكانت بداية انتشاره الواسع في عام 1991 في ليلة العاشر من محرم تحديداً بقصيدة ذو الجناح.